# Le-Mat-Pokal

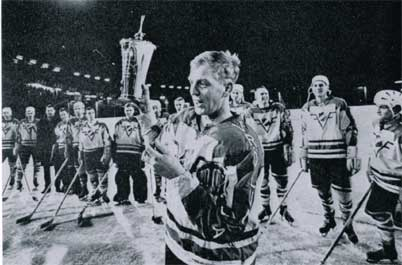
Lars-Eric Lundvall von Västra Frölunda IF nach dem Gewinn des Pokals im Jahr 1965

Der Le-Mat-Pokal ist ein Eishockey-Pokal der jährlich an den Sieger der Svenska Hockeyligan, die höchste schwedische Profiliga, verliehen wird. 
Der Le-Mat-Pokal ist die älteste Trophäe, die in Schweden an professionelle Athleten verliehen wird. Gestiftet wurde der Pokal im Jahr 1926 vom Gründervater des schwedischen Eishockeys, Raoul Le Mat, sowie der Filmgesellschaft Metro-Goldwyn-Mayer. Im Laufe der Jahre wurde der Silberpokal immer wieder modifiziert, sodass er inzwischen einen Deckel mit zwei gekreuzten Eishockeyschlägern sowie einen Sockel aus Eichenholz besitzt. Die Trophäe ist heute 52 cm hoch und wiegt 3,34 kg.
Der Pokal, der heute an den schwedischen Meister verliehen wird, ist eine Kopie des Originals, welches in den frühen 1950er Jahren gestohlen wurde. Erstellt wurde die Kopie direkt nach dem Diebstahl von einem Juwelier aus Uppsala.